# 증기 롤러

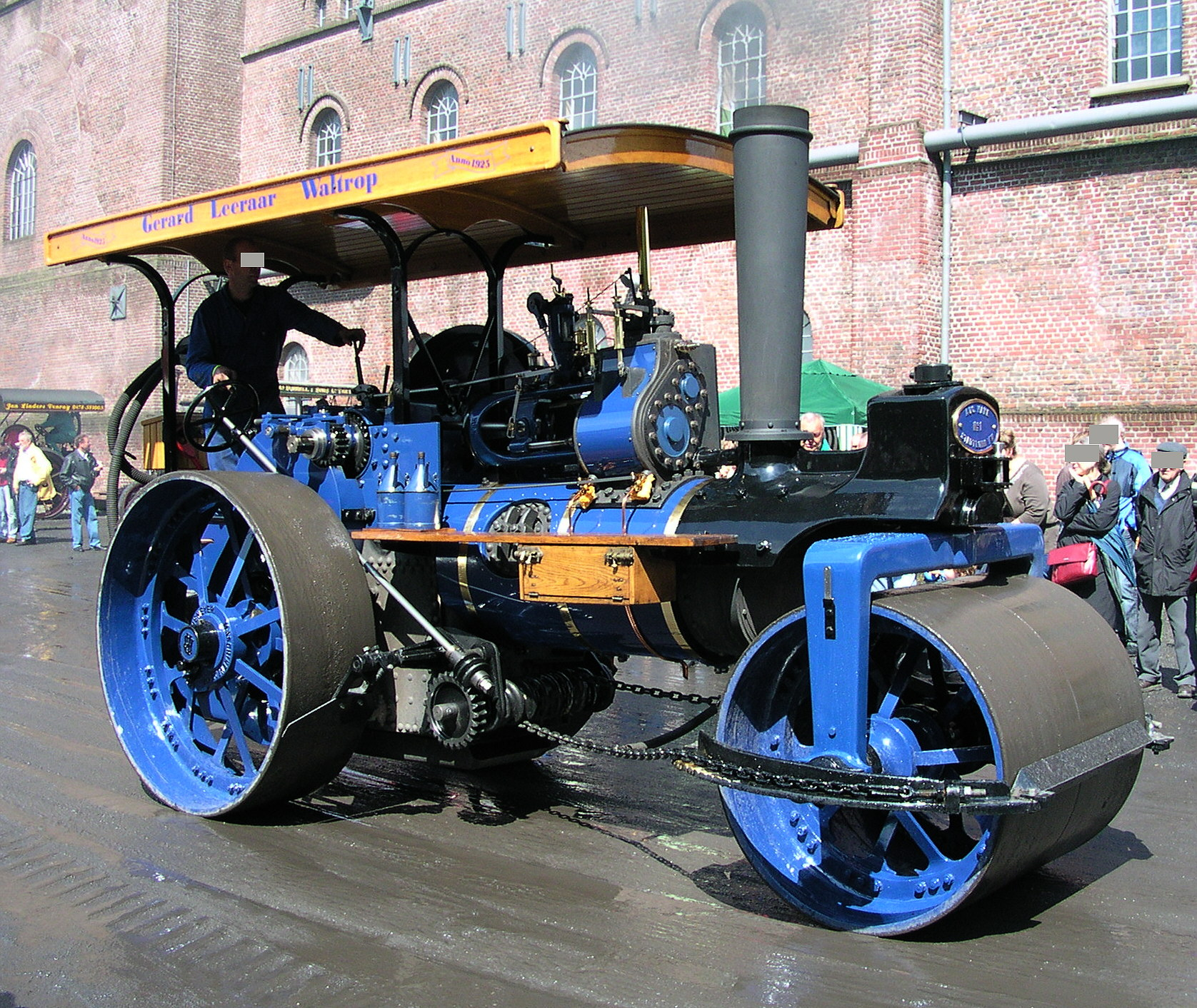
증기 기관의 힘으로 움직이는 로드 롤러.

증기 롤러 또는 스팀롤러(steamroller)는 로드 롤러의 일종이다.

## 역사
약 1850년 이전에 증기 롤러의 영어 낱말 스팀롤러(steamroller)는 보일러와 선박을 위한 철판을 말거나 구부리는 고정 기계를 의미했다. 그 뒤로 차량의 의미도 부여되었다. 최초의 증기 롤러는 1860년 프랑스의 루이 르무안, 1863년 영국의 윌리엄 클락과 동료 W.F. 버소가 시연하였다.

## 구성

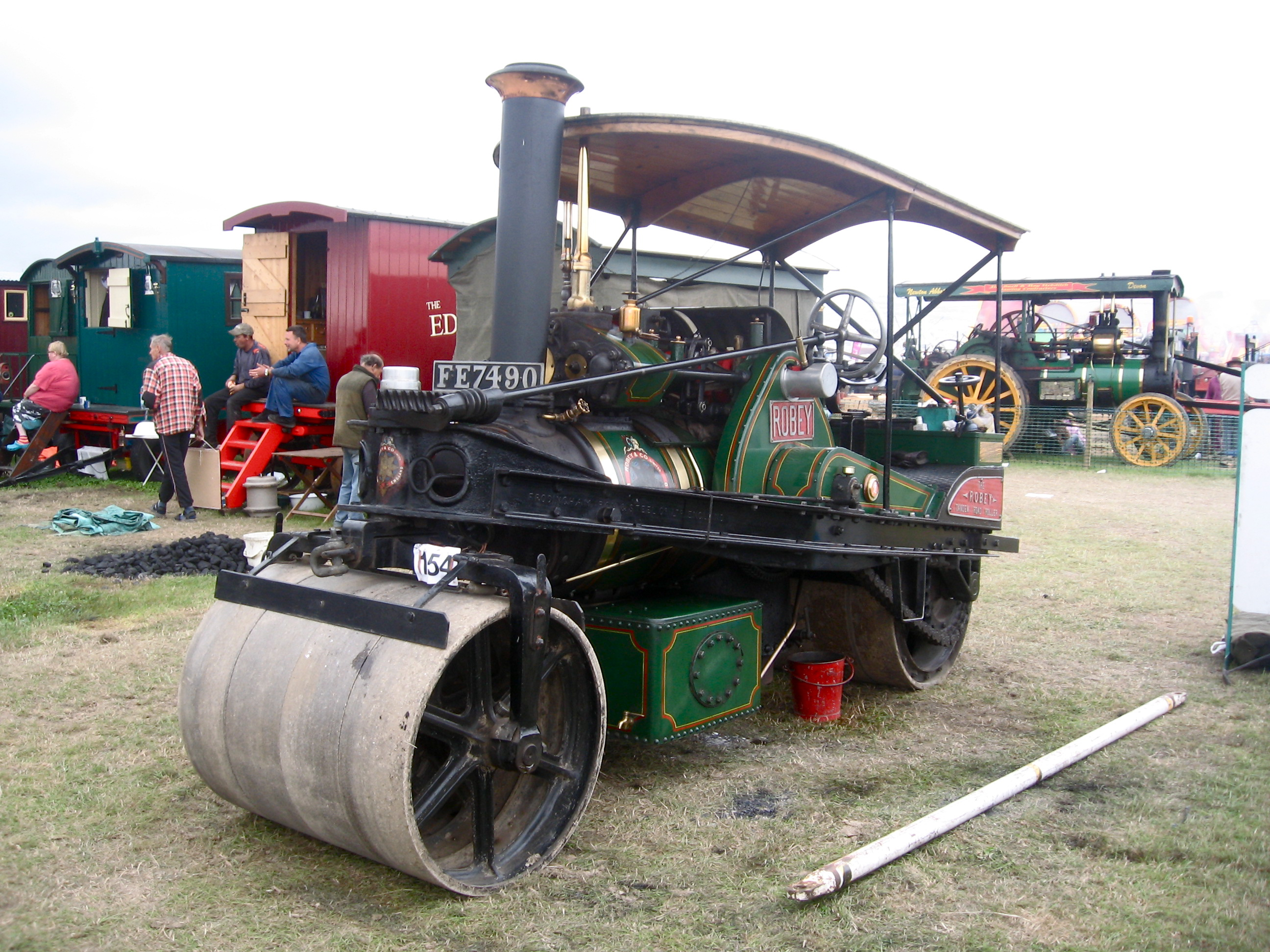
1925년 Robey & Co.의 텐덤 롤러(tandem roller) #42693. 현재는 로베이 트러스트(Robey Trust)의 소유이다.

롤러 대부분이 기어로 움직이는 동일한 기본 3롤 구성으로 되어 있으며, 그 중 2개의 커다랗고 부드러운 바퀴(롤)는 뒷쪽에, 1개의 폭이 넓은 롤은 앞쪽에 위치해 있다. 그러나 텐덤(tandem)이라고 하는 종류는 2개의 넓은 롤이 있으며, 하나는 앞쪽에, 나머지 하나는 뒷쪽에 위치한다.

## 이용
영국에서 수많은 회사들이 수많은 증기 롤러를 소유하였고 지역 기관들과 계약했다. 많은 수가 1960년대에도 사용되었으며, M1 모터웨이의 일부는 증기 롤러의 도움을 받아 만들어졌다. 일부 증기 롤러는 1970년대 초에 도로 유지 보수에 사용되었다.